# Otto Wagner (Ingenieur)
Otto Wagner (* 6. April 1831 in Brodenbach; † 18. Dezember 1881 in Cochem) war ein deutscher Ingenieur, Unternehmer und Abgeordneter.

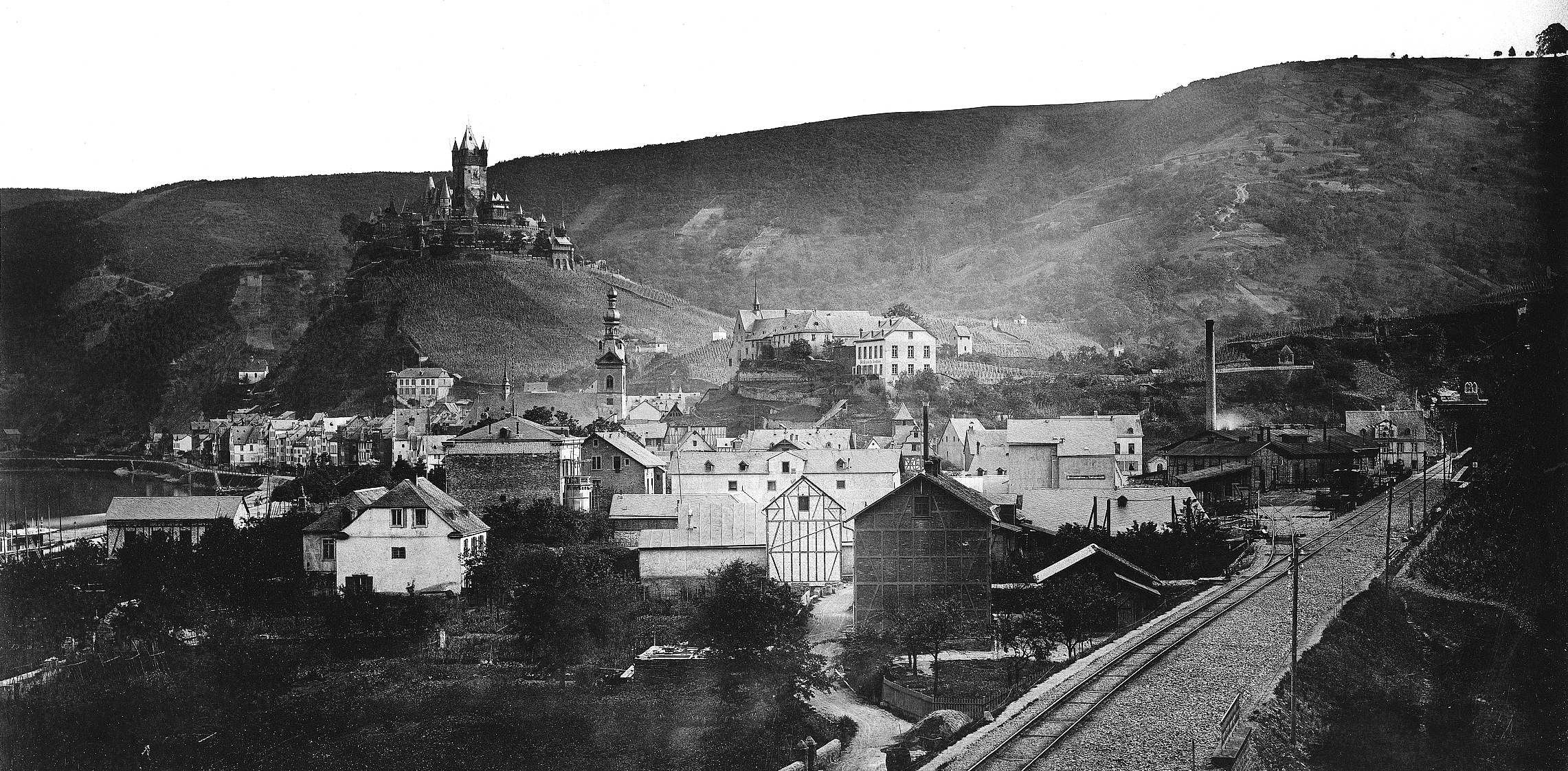
Gasfabrik (im Vordergrund) in Cochem im Briederweg 1881 am Kaiser-Wilhelm-Tunnel

## Leben
Otto Wagner war ein Sohn von Aegidius Wagner (um 1776–1846), von Beruf Steuerempfänger (Steuereinzieher), und dessen Ehefrau Maria Margaretha, geb. Utsch (1800–1849). In Cochem betrieb er eine im Jahr 1863 eröffnete Gasfabrik, die sich ganz in der Nähe des Eisenbahn-Damms und dem Kaiser-Wilhelm-Tunnel im Briederweg befand. Im Zeitraum von 1879 bis 1881 war er stellvertretender Abgeordneter im Provinziallandtag 3. Stand für die Wahlkreise Mayen, Andernach, Ahrweiler, Remagen, Sinzig, Cochem, Zell, Traben-Trarbach, Simmern und Kirchberg.

## Familie
Otto Wagner war in 1. Ehe seit dem 21. März 1865 in Cochem mit einer Tochter des Mediziners Karl Boost, Mathilde Amalie Boost (1842–1921) und in 2. Ehe mit Clementine W. Keiffenheim verheiratet.